# Teklafalu megállóhely
Teklafalu megállóhely egy Baranya vármegyei vasúti megállóhely, amit a MÁV üzemeltetett. Jelenleg a vasúti forgalom szünetel.

## Vasútvonalak
A megállóhelyet az alábbi vasútvonalak érintik:
- Középrigóc–Villány-vasútvonal

## Kapcsolódó állomások
A vasúti megállóhelyhez az alábbi állomások vannak a legközelebb:
- Kétújfalu megállóhely (Középrigóc–Villány-vasútvonal)
- Vitézipuszta megállóhely (Középrigóc–Villány-vasútvonal)

## Forgalom
A megállóhelyen és a rajta áthaladó 62-es vasútvonal egy részén a vasúti forgalom 2006. május 8. óta szünetel.

## Megközelítése
A megálló Teklafalu keleti szélén helyezkedett el, közúti elérését egy, a helyi Fő utcából (az 5808-as útból) kiágazó önkormányzati út (települési nevén Vasút utca) tette lehetővé.